# Uruguay aux Jeux olympiques d'été de 2008
L'Uruguay participe aux Jeux olympiques d'été de 2008 à Pékin.

## Athlètes engagés

### Athlétisme
| Athlète        | Compétition  | Séries        | Séries | Quart de finale | Quart de finale | Demi-finale | Demi-finale | Finale   | Finale   |
| Athlète        | Compétition  | Résultat      | Rang   | Résultat        | Rang            | Résultat    | Rang        | Résultat | Rang     |
| -------------- | ------------ | ------------- | ------ | --------------- | --------------- | ----------- | ----------- | -------- | -------- |
| Marcela Britos | 800 m femmes | 2 min 08 s 98 | 8      | Éliminée        | Éliminée        | Éliminée    | Éliminée    | Éliminée | Éliminée |
| Andrés Silva   | 400 m hommes | 46 s 34       | 5      | Éliminé         | Éliminé         | Éliminé     | Éliminé     | Éliminé  | Éliminé  |
| Heber Viera    | 200 m hommes | 20 s 93       | 6      | Éliminé         | Éliminé         | Éliminé     | Éliminé     | Éliminé  | Éliminé  |

### Aviron
Hommes
| Athlète(s)                                | Compétition               | Séries  | Séries | Repéchâge | Repéchâge | Quart de finale | Quart de finale | Demi-finale             | Demi-finale | Finale           | Finale |
| Athlète(s)                                | Compétition               | Temps   | Rang   | Temps     | Rang      | Temps           | Rang            | Temps                   | Rang        | Temps            | Rang   |
| ----------------------------------------- | ------------------------- | ------- | ------ | --------- | --------- | --------------- | --------------- | ----------------------- | ----------- | ---------------- | ------ |
| Leandro Salvagno Rattaro                  | Single sculls             | 7:52.53 | 4 Q    |           |           | 7:26.85         | 6 SF C/D        | Demi-finale C/D 7:32.83 | 4 FD        | Finale D 7.04.13 | 19     |
| Rodolfo Collazo Tourn Ángel Javier García | Lightweight double sculls | 6:25.86 | 4 R    | 6:46.98   | 3 SF C/D  |                 |                 | Demi-finale C/D 6:33.49 | 2 FC        | Finale C 6:30.61 | 15     |

### Cyclisme

#### Piste
Course aux points
| Athlète        | Compétition              | Points/Tours | Rang |
| -------------- | ------------------------ | ------------ | ---- |
| Milton Wynants | Course aux points hommes | 5/0          | 16   |

### Natation
| Athlète             | Compétition           | Séries  | Séries | Demi-finale | Demi-finale | Finale   | Finale   |
| Athlète             | Compétition           | Temps   | Rang   | Temps       | Rang        | Temps    | Rang     |
| ------------------- | --------------------- | ------- | ------ | ----------- | ----------- | -------- | -------- |
| Martín Kutscher     | 100 m libre hommes    | 50.08   | 42     | Éliminé     | Éliminé     | Éliminé  | Éliminé  |
| Martín Kutscher     | 200 m libre hommes    | 1:49.61 | 36     | Éliminé     | Éliminé     | Éliminé  | Éliminé  |
| Francisco Picasso   | 50 m libre hommes     | 23.01   | 51     | Éliminé     | Éliminé     | Éliminé  | Éliminé  |
| Antonella Scanavino | 100 m papillon femmes | 1:04.28 | 48     | Éliminée    | Éliminée    | Éliminée | Éliminée |

### Tir
Femmes
| Athlète         | Compétition                    | Qualification | Qualification | Finale   | Finale   | Rang |
| Athlète         | Compétition                    | Score         | Rang          | Score    | Rang     | Rang |
| --------------- | ------------------------------ | ------------- | ------------- | -------- | -------- | ---- |
| Carolina Lozado | Pistolet à air 10 mètre femmes | 367           | 43            | Éliminée | Éliminée | 43   |

### Voile
Hommes
| Athlète          | Compétition | Course | Course | Course | Course | Course | Course | Course | Course | Course | Course | Course  | Score | Rang |
| Athlète          | Compétition | 1      | 2      | 3      | 4      | 5      | 6      | 7      | 8      | 9      | 10     | 11      | Score | Rang |
| ---------------- | ----------- | ------ | ------ | ------ | ------ | ------ | ------ | ------ | ------ | ------ | ------ | ------- | ----- | ---- |
| Alejandro Foglia | Laser       | 12     | 27     | 33     | 7      | (36)   | 4      | 6      | 26     | 18     | CAN    | Éliminé | 133   | 17   |

CAN = Course annulée

## Liste des médaillés

### Médailles d'Or
| Sport              | Discipline | Sportifs | Performance |
| Médailles d'or : 0 |            |          |             |

### Médailles d'Argent
| Sport                  | Discipline | Sportifs | Performance |
| Médailles d'argent : 0 |            |          |             |

### Médailles de Bronze
| Sport                   | Discipline | Sportifs | Performance |
| Médailles de bronze : 0 |            |          |             |